# 埃倫巴赫河 (維森特河支流)
49°44′13.33″N 11°8′45.12″E / 49.7370361°N 11.1458667°E
埃倫巴赫河是德國的河流，位於該國東南部，由巴伐利亞負責管轄，屬於維森特河的左支流，河道全長10.9公里，河口處在基希埃倫巴赫附近。